# Wał Małacentowski
Wał Małacentowski – płaskie, długie wzniesienie Pasma Bielińskiego w Górach Świętokrzyskich, położone około 5 km na południe od Świętego Krzyża, w okolicach miejscowości Małacentów. W najwyższym punkcie osiąga wysokość 397 m n.p.m.
Przez wzniesienie prowadzi zielony szlak turystyczny z Nowej Słupi do Łagowa. Wał Małacentowski jest punktem początkowym niebieskiego szlaku turystycznego prowadzącego do kapliczki św. Mikołaja.
Na jego południowym stoku znajdują się źródła rzeki Łagowicy.